# Glatiramer acetat
Glatiramer acetat (Copaxone ili Copolymer 1, Teva Farmaceutička Industrija) je imunomodulatorni lek za tretman multiple skleroze. To je polimer sledeće četiri aminokiseline: L-glutaminske kiseline, L-alanin, L-lizin i L-tirozin, i acetata (so), nađene u mijelin proteinu. Njegova strukturna formula je: (Glu, Ala, Lys, Tyr)x•xCH3COOH, ili (C5H9NO4•C3H7NO2•C6H14N2O2•C9H11NO3)x•xC2H4O2. Ova smeša može da funkcioniše kao zavaravajuće sredstvo za imunski sistem. Klinička definicija multiple skleroze zahteva dve ili više epizoda simptoma i znakova. Glatiramer acetat je odobren za tretman nakon jedne epizode, i takođe za relapsno remitirajuću multiplu sklerozu. On se administrira supkutanom injekcijom.

## Mehanizam akcije
Glatiramer acetate je randomni polimer (srednje molekulske mase 6.4 kD) koji se sastoji od četiri aminokiseline koje se nalaze u osnovnom proteinu mijelina. Mehanizam akcije glatiramera je nepoznat, mada ih je više bilo predloženo. Administracija glatiramera menja populaciju T ćelija iz proinflamatornih  ćelija u regulatorne Th2 ćelije koje potiskuju inflamatorni odgovor. Uzimajući u obzir sličnost sa osnovnim proteinom mijelina, glatiramer može takođe da dejstvuje poput mamca, odvraćajući autoimuni odgovor protiv mijelina. Integritet krvno-moždane barijere, međutim, nije podložan primetnom uticaju glatiramera, bar ne u toku prvih stupnjeva tretmana. Za glatiramer acetat je bilo pokazano na kliničkim ispitivanjima da umanjuje broj i ozbiljnost pogoršanja.
Studije na životinjama i in-vitro sistemima ukazuju da su nakon upotrebe, glatiramer acetat specifične supresor T-ćelije indukovane i aktivirane na periferiji.

## Razvoj
Glatiramer acetate je otkriven na Veizmanovom Institutu za Nauku u Izraelu. Efikasnost i bezbednost glatiramer acetata su demonstrirani u tri klinička ispitivanja: Prvo ispitivanje, predvođeno profesorom M. Bornsteinom, je izvedeno u jednom centru, kao duplo-slepo, placebo kontrolisano ispitivanje na 50 pacijenata.
Drugo ispitivanje je bilo jedna dvogodišnja studija, sprovedena u više centara, kao randomizovano, duplo-slepo, placebo kontrolisano ispitivanje. Ono je sprovedeno u jedanaest američkih centara na 251 pacijenta. Treće ispitivanje je bila duplo-slepo, multi-centarska, međunarodna studija, u 29 MS centara u šest evropskih zemalja i u Kanadi, sa učešćem 239 pacijenata.

## Prodaja i distribucija
Glatiramer acetat je odobren za prodaju u 47 zemalja, uključujući SAD, Izrael, Kanadu, 22 zemlje Evropske unije, Švajcarsku, Australiju, Rusija, Brazil, i Argentinu.

## Nuspojave
Moguće nuspojave su kvržica na mestu injekcije kod približno 30% korisnika, i bolovi, temperatura, jeza (simptomi poput gripa) kod 10% korisnika. Nuspojave su uglavnom blage. Reakcija koja uključuje crvenilo, kratkoću daha, teskobu i ubrzan rad srca je prijavljena da se javlja kratkotrajno nakon injekcije kod oko 5% pacijenata (obično nakon ubrizgavanje direktno u venu). Ove nuspojave se povuku u roku od trideset minuta. Tokom vremena, vidljiv trag na mjestu injekcije se može javiti zbog lokalnog uništenja masnog tkiva, poznat kao lipoatropija.
Ozbiljnije nuspojave su zabeležene za glatiramer acetat, prema FDA propisanom etiketi, to uključuje ozbiljne nuspojave na kardiovaskularnom sistemu, probavnom sistemu (uključujući jetru), hematološkom i limfnom sistemu, koštano-mišićnom sistemu, živčanom sistemu, respiratornom sistemu, čulima (posebno očima), i urogenitalnom sistemu. Takođe su prijavljeni metabolički i nutricioni poremećaji, međutim veza između glatiramer acetata i tih negativnih efekata nije bila definitivno uspostavljena.

## Efektivnost
Dokazi koji potkrepljuju efikasnost glatiramer acetata u smanjenju učestalosti relapsa kod bolesnika sa relapsno-remitirajućom multiplom sklerozom (MSRR) potiču iz dve placebo-kontrolisane studije. Obe studije su koristile glatiramer acetat doze od 20 mg / dan. (Druge doze ili režimi doziranja nisu studirane u placebo-kontrolisanim ispitivanjima RRMS). A comparative trial of the approved 20 mg dose and the 40 mg dose showed no significant difference in efficacy between these doses.
U svom ključnom ispitivanju na 251 pacijenta, nakon 2 godine Copaxon nije pokazao prednost u zaustavljanju progresije invalidnosti (78% tretiranih pacijenata su bili bez progresa u odnosu na 75% pacijenata u istoj kategoriji na placebu).
Međutim, 2004. Kokranov Medicinski pregled je istakao da "Glatiramer acetat nije pokazao blagotvorni uticaj na glavni ishod MS merenja, tj. napredovanje bolesti, i da nema značajnog uticaja na rizik kliničkog relapsa."
Kao rezultat toga, FDA prodajna etiketa za Copaxon još uvek ne sadrži indikaciju za reduciranje progresivne invalidnosti.

## Istraživanje
Za glatiramer je nađeno da ima zaštitni efekat u modelu cerebralne malarije na miševima.
Glatiramer je trenutno u fazi I kliničkih ispitivanja za suvu senilnu degeneraciju makule (AMD).

## Spoljašnje veze
|  | Molimo Vas, obratite pažnju na važno upozorenje u vezi sa temama iz oblasti medicine (zdravlja). |